# 周偉雄
周偉雄（1968年6月10日—），人稱「周公」，周偉雄在香港出生及長大，祖籍廣東省佛山市順德區，學歴是大專（修讀紡織業相關文憑）；是街坊工友服務處前成員，香港泛民主派成員，周偉雄曾任職天利行書局發行部經理，又曾經在世界出版社擔任營業主任；早在2003年參與政治，最初參加政團前綫，及後加盟由香江才子蕭若元所主辦的香港人網網台為節目主持，2011年起至2021年7月15日期間擔任香港葵青區議會葵盛東邨選區議員。2018年1月因為要集中處理長者支援、長期病患者照顧以及醫療支援議題而因此退黨。周偉雄於2021年7月12日宣佈辭職，2021年7月19日凌晨零時正式生效。
周偉雄議員在2015年結婚，妻子洋名為Grace。
周偉雄在2021年移居英國，現居謝菲爾德。

## 2007年、2011年、2015年及2019年香港區議會選舉
周偉雄於2007年區議會選舉參選葵盛東邨選區，挑戰時任議員梁廣昌，但最終落敗。2009年，梁廣昌被控欺詐罪成，失去議席。周偉雄亦參選2009年葵盛東邨選區補選，但仍敗於當時報稱獨立，但選後恢復民建聯黨籍的賴芬芳。
2011年區議會選舉，周偉雄第三度參選競逐葵盛東邨選區議席，挑戰2年前擊敗他的賴芬芳。最終，周偉雄以3,469票大比數擊敗民建聯議員賴芬芳，首度當選葵青區議會議員。
- 2011年區議會選舉葵盛東邨選區選舉結果

| 選區     | 編號 | 政黨   | 候選人         | 票數（百分比） |
| -------- | ---- | ------ | -------------- | -------------- |
| 葵盛東邨 | 1    | 街工   | 周偉雄（當選） | 3,469 (64.68%) |
| 葵盛東邨 | 2    | 民建聯 | 賴芬芳         | 1,894 (35.32%) |

及後2015年區議會選舉，周偉雄仍取得3,212票，擊敗主要挑戰者，民建聯成員巫辰冬及前本區區議員梁廣昌，成功連任。周更在宣佈選舉結果後即時向其女朋友求婚成功。
- 2015年區議會選舉葵盛東邨選區選舉結果

| 選區     | 編號 | 政黨         | 候選人         | 票數（百分比） |
| -------- | ---- | ------------ | -------------- | -------------- |
| 葵盛東邨 | 1    | 獨立         | 陳玉玲         | 0,075 (1.29%)  |
| 葵盛東邨 | 2    | 民建聯       | 巫辰冬         | 1,833 (31.62%) |
| 葵盛東邨 | 3    | 葵青民生動力 | 梁廣昌         | 0,677 (11.68%) |
| 葵盛東邨 | 4    | 街工         | 周偉雄（當選） | 3,212 (55.41%) |

- 2019年區議會選舉葵盛東邨選區選舉結果

| 選區     | 編號 | 政黨     | 候選人         | 票數（百分比） |
| -------- | ---- | -------- | -------------- | -------------- |
| 葵盛東邨 | 1    | 無黨派   | 黎頌欣         | 0,59 (0.74%)   |
| 葵盛東邨 | 2    | 民建聯   | 伍志華         | 2,912 (36.62%) |
| 葵盛東邨 | 3    | 民主動力 | 周偉雄（當選） | 4,980 (62.63%) |

## 事件
- 2019年8月，YouTube流傳周偉雄酒後以粗口形容勇武示威者的視頻，周偉雄及後在11月24日等待點票結果時作出澄清，表示該段短片是經過一位洋名Rosana的女街坊剪接，有抹黑之嫌。

- 2019年12月23日，周偉雄在Facebook香港突發事件報料區羣組透露，自己在12月11日，準備赴廣州出席舅母的葬禮，不過他在入境深圳灣口岸通過自助出入境通道時，被在場公安以「危害國家安全」為由，即時遣返香港。而同行家人則順利入境。他對被拒入境感極度憤怒及失望，無法送親人最後一程[4]。

- 2020年7日21日，正是元朗襲擊事件一周年，周偉雄在YOHO MALL商場高舉写有「光復香港，時代革命」纸牌，涉嫌違反《港區國安法》被捕，而他是《港區國安法》實施後首名具有公職人員身份的被捕人士，但最終未被起訴。[5][6]

## 外部連結
- Facebook專頁：周偉雄議員辦事處(葵青區議會)
- 葵盛東邨食水摻沙（页面存档备份，存于）
- 房署大細超　趕絕泛民團購米　建制派毋須申請不受阻撓（页面存档备份，存于）
- 區議員：年輕人感灰心 （页面存档备份，存于）
- 上落山撐長梯居民苦（页面存档备份，存于）
- 周偉雄的Facebook專頁